# Isoneuromyia formosana
Isoneuromyia formosana är en tvåvingeart som först beskrevs av Toyohi Okada 1938.  Isoneuromyia formosana ingår i släktet Isoneuromyia och familjen platthornsmyggor.
Artens utbredningsområde är Taiwan. Inga underarter finns listade i Catalogue of Life.